# Renault Altica
Der Renault Altica ist ein Konzeptfahrzeug des Automobilherstellers Renault, das auf dem Genfer Auto-Salon im Jahre 2006 vorgestellt wurde. Der Altica wurde von Patrick le Quément designt und sollte einen Blick auf die Zukunft der Kompaktklasse bieten.

## Motor

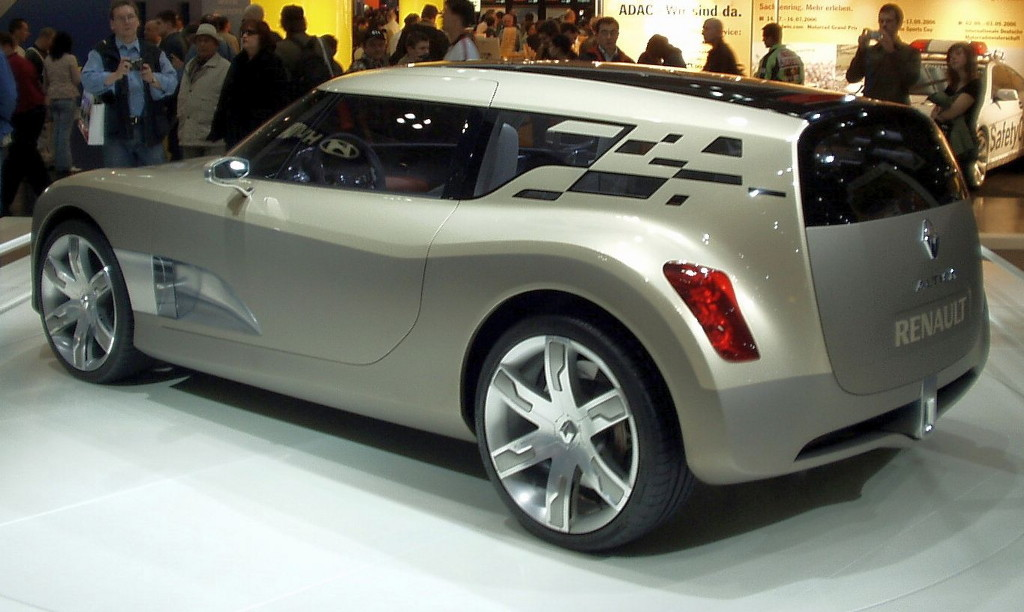
Heckansicht

Angetrieben wird das Konzeptauto von einem 2,0-Liter-dCi-Turbodiesel mit 177 PS (130 kW). Aufgrund der Anpassung der Aerodynamik soll der Altica auf 100 km 5,3 Liter Diesel verbrauchen. Das Auto hat ein manuelles Sechsganggetriebe und einen Partikelfilter.

## Ausstattungen
Optisch fallen vor allem die kranzförmig angeordneten LEDs in den Scheinwerfern sowie die Flügeltüren und die Mosaikfenster in der C-Säule auf.
Die Instrumente für den Fahrer können in zwei verschiedenen Versionen angezeigt werden. In der Stufe Comfort kann der Fahrer auf dem digitalen Tacho die Fahrgeschwindigkeit und im Außenrand die Geschwindigkeitsbegrenzung ablesen. Beim Überschreiten der Richtgeschwindigkeit färben sich die Ziffern rot und es ertönt ein akustisches Signal. In der Stufe Sport zeigt der Tacho die Geschwindigkeit und die Drehzahl sowie den Ladedruck an.
Das Active Synthetic Jet System leitet unterschiedliche Luftströme abwechselnd durch einen zwei Millimeter breiten Schlitz. Bei Tempo 130 wird so der Luftwiderstand um 15 Prozent vermindert, was zur Kraftstoffeinsparung beiträgt, wobei die Steuerung der Mechanik lediglich zehn Watt Leistung benötigt.
Die zwei hinteren der vier Einzelsitze können vollständig in den Fahrzeugboden geklappt werden, was die Ladekapazität erhöht. Die Pedale sowie der Instrumententräger sind elektrisch verstellbar.